# گرانیچنویه
گرانیچنویه (به لاتین: Granichnoye) یک منطقهٔ مسکونی در روسیه است که در سرزمین آلتای واقع شده‌است.